# Avviso di ricevimento

Avviso di ricevimento mod. 23-I

L'avviso di ricevimento (o ricevuta di ritorno) è un servizio postale accessorio offerto dalle amministrazioni postali pubbliche e/o private per certificare la consegna di un oggetto spedito per posta.

## Storia

### Regno Lombardo Veneto
Venne introdotta la ricevuta di ritorno con la legge postale del 5 novembre 1837 ed il ricevente aveva l'obbligo di firmare "di proprio pugno" la ricevuta apponendo anche la data di consegna.

### Regno di Sardegna
Venne introdotta nel 1853 e rappresentò poi il modello sul quale fu estesa al Regno d'Italia.

### Regno delle Due Sicilie
Nonostante il regolamento decretato il 27 luglio 1842 prevedesse l'invio delle lettere raccomandate a cui è solitamente accompagnata la ricevuta di ritorno, quest'ultima venne introdotta solo nel 1857.

### Stato Pontificio
Il 27 luglio 1852 venne introdotta la ricevuta di ritorno che aveva un costo di 5 bajocchi.

### Dopo l'unità d'Italia
Nei primi anni del Regno d'Italia il modulo usato era di colore bianco ed aveva nome di "Modulo 45bis" derivato da quello già in uso nel Regno di Sardegna. Successivamente venne sostituito dal modulo 24 bis in carta gialla o cartoncino bruno.Fino al 1919 il costo del servizio era di 10 centesimi per il distretto e 20 c. per l'interno.
Nel 1922 il Congresso di Madrid stabilirà che i moduli da usare per ricevuta di ritorno dovranno avere la consistenza di una cartolina postale e nel 1923, a seguito di tale disposizione, verrà introdotto il modello 23-I di colore rosa. Dal 1934 i moduli porteranno l'anno di edizione seguito dall'era fascista che iniziando il 28 ottobre ha generato modelli con stesso anno ma era diversa.
Nel 1936 viene abolito il nome "ricevuta di ritorno" ed adottato l'attuale "avviso di ricevimento". Nel 1943 la Repubblica Sociale Italiana usa gli stessi modelli del Regno d'Italia ma soprastampando gli stemmi savoiardi con delle barre nere o con il simbolo del fascio.

### Nella Repubblica Italiana
Nel 1946 con l'avvento della repubblica e fino al 1947 la tariffa da pagare per il servizio di "avviso di ricevimento" era fissata in lire 4.

## Descrizione
Generalmente consiste in un modulo compilato dal mittente al quale viene restituito dopo essere stato controfirmato dal destinatario. L'avviso di ricevimento eccezionalmente può essere preparato dall'ufficio postale accettante. Se il destinatario rifiuta di firmare la ricevuta di ritorno il portalettere può dichiarare sulla stessa che l'oggetto è stato regolarmente consegnato. Lo smarrimento della ricevuta di ritorno da parte delle Poste non dà diritto ad alcun risarcimento ma dietro richiesta del mittente può essere rilasciato un duplicato con nuova firma del destinatario o nuova dichiarazione del portalettere.